# Mont-rodon (Sant Martí Vell)
El Mont-rodon és una muntanya de 191 metres que es troba al municipi de Sant Martí Vell, a la comarca del Gironès.